# Ambrogio Spinola
Pour les articles homonymes, voir Spinola.
Ambrogio Spínola Doria, né en 1569 à Gênes et mort le 25 septembre 1630 à Castelnuovo Scrivia, 1er marquis de los Balbases (es), est un aristocrate génois de la fin du XVIe siècle et du début du XVIIe, qui servit comme général espagnol pendant la guerre de Quatre-Vingts Ans, puis durant la guerre de Trente Ans.

## Biographie
Fils aîné de Filippo Spinola, marquis de Sesto et Benafro, et de son épouse Polissena, fille du prince de Salerne, Ambrogio Spinola appartenait à l'une des plus anciennes et puissantes familles de Gênes.
Au XVIe siècle, la république de Gênes est pratiquement un protectorat espagnol, puissance dominante en Méditerranée occidentale et en Italie du Nord, en affaire avec les banquiers génois. Plusieurs des jeunes frères d'Ambrogio Spinola cherchent fortune en Espagne et l'un d'entre eux, Federico, se distingue en tant que soldat en Flandre. Le frère aîné, quant à lui, reste au pays pour se marier et perpétuer la famille et ses intérêts. En 1592, il se marie à Giovanna Baciadonna, fille du comte de Galerrata. Ils ont trois enfants :
- Filippo Spinola (1596-1659), son successeur ;
- Polissena Spinola (décédée 1639), se marie avec Diego Mexía Felípez de Guzmán, gouverneur du Milanais ;
- Agustín Spínola (1597-1649), cardinal.

Les maisons de Spinola et de Doria sont rivales pour le gouvernement de la république de Gênes. Après avoir perdu un procès intenté pour faire valoir un droit de préemption sur un palais appartenant à la famille de Salerne, que les Doria souhaitent acheter, Ambrogio Spinola décide de quitter la ville pour faire des affaires au service de la monarchie espagnole en Flandre. En 1602, avec son frère Federico, il contracte une « condotta » (contrat) avec le gouvernement espagnol. Risquant la totalité de la fortune familiale, il s'engage à lever une armée de 1 000 fantassins, et Federico à rassembler une escadre de navires.
Plusieurs des navires de cette flotte sont détruits dans la Manche par la flotte anglaise et Federico lui-même est tué dans une action contre les Hollandais le 24 mai 1603. Cependant, Ambrogio Spinola marche sur la Flandre avec les hommes qu'il a enrôlé à ses propres frais. Pendant les premiers mois, le gouvernement espagnol tente de préparer une invasion de l'Angleterre. À l'issue de l'année, il est de retour en Italie pour rassembler plus d'hommes. À l'âge de trente-quatre ans, il engage le siège d'Ostende, le 29 septembre 1603. La ville, en ruines, tombe entre ses mains le 22 septembre 1604.

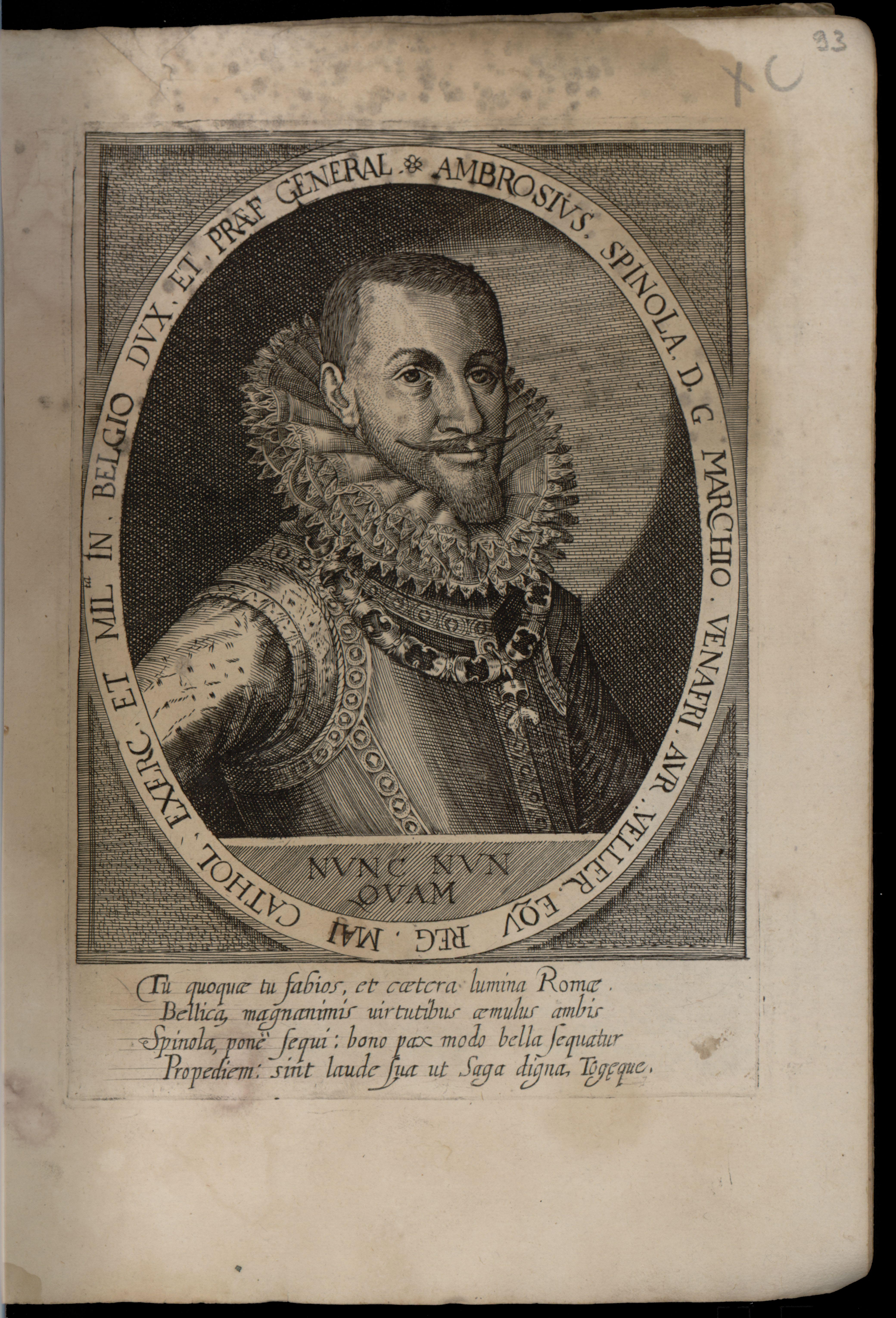
Portrait d'Ambrogio Spinola

Les archiducs Albert et Isabelle-Claire-Eugénie, fille et petit-neveu de Philippe II, qui gouvernent la Flandre pour le compte de la monarchie espagnole et ont mis leurs espoirs dans la prise d'Ostende, sont enchantés de son succès. Sur la fin de la campagne, il se rend en Espagne pour trouver les fonds nécessaires à la poursuite de la guerre. Il insiste pour avoir le haut commandement en Flandre. En avril 1604, Spinola est de retour à Bruxelles. Il se fait une réputation par le nombre de places qu'il assiège, malgré les efforts de Maurice de Nassau pour les sauver.
En 1606, il retourne en Espagne. Il est reçu avec beaucoup d'honneurs, et se voit confier une mission des plus secrètes pour assurer le gouvernement de la Flandre en cas de mort de l'archiduc ou de son épouse. Mais il est obligé d'engager la totalité de sa fortune pour ses dépenses de guerre, en attendant que les banques avancent des fonds au gouvernement espagnol.
En 1611, la ruine financière de Spinola est totale, cependant il est élevé à la dignité de Grand d'Espagne. Lorsqu'éclate la guerre de Trente Ans, il fait une campagne victorieuse dans le Palatinat rhénan — l'Espagne veut s'assurer la maîtrise de la vallée du Rhin pour pouvoir y faire circuler ses armées entre les Pays-Bas et le Milanais. Il est récompensé par le grade de capitaine-général. Après la reprise des hostilités avec la Hollande en 1621, au terme de la trêve de douze ans, il remporte le succès le plus éclatant de sa carrière, la prise de Breda après un long siège (du 28 août 1624 au 5 juin 1625), et ce malgré tous les efforts de Frédéric-Henri, prince d'Orange, pour sauver la ville. L'aumônier de Spinola, le jésuite Herman Hugo, témoin direct des événements, en fait un récit détaillé qui fut immédiatement traduit en plusieurs langues : c'est l’Obsidio Bredana, publié à Anvers en 1626.

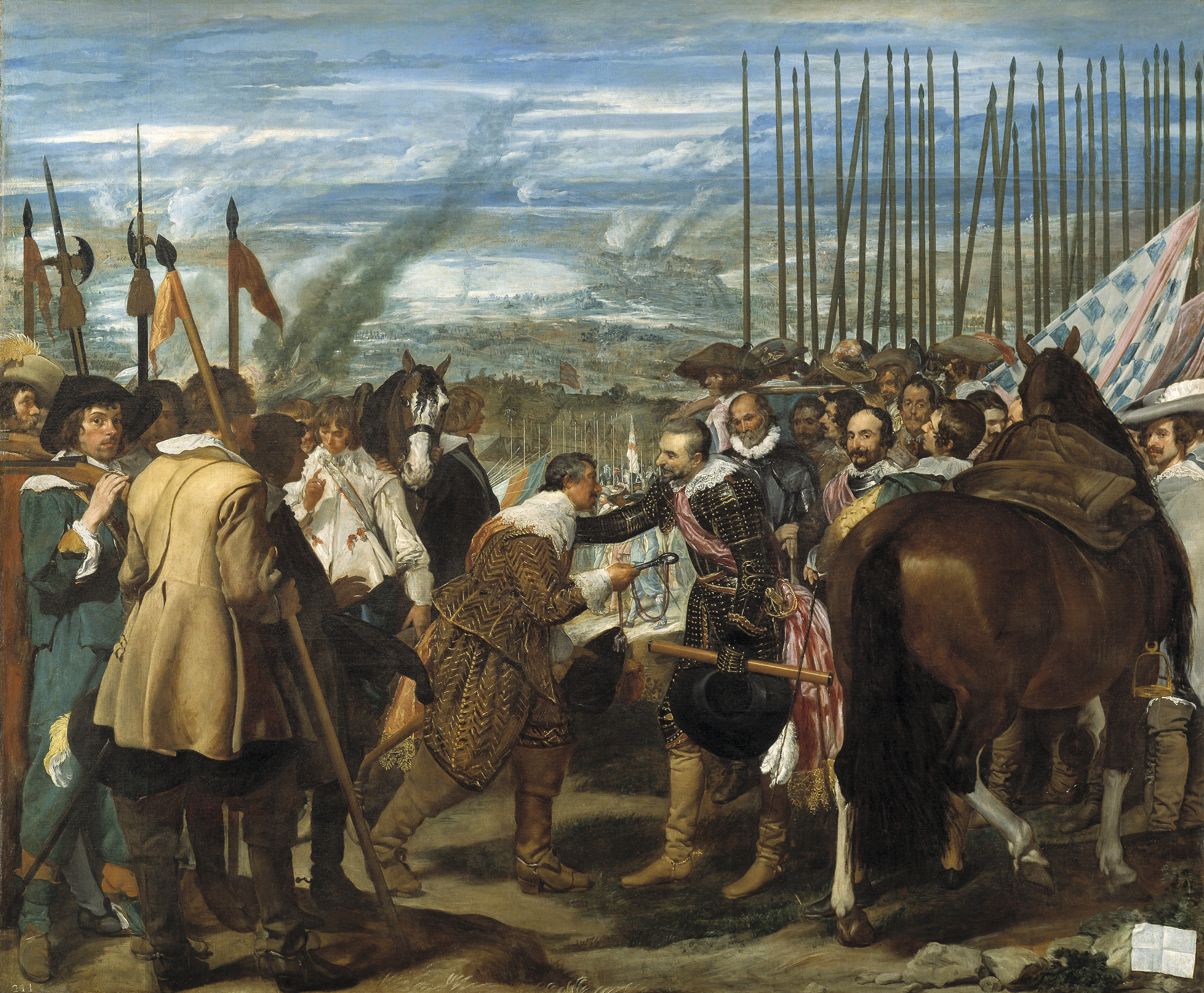
Diego Vélasquez, La Reddition de Breda.

La reddition de Breda, immortalisée par un célèbre tableau du grand peintre espagnol Diego Vélasquez, marque l'apogée de sa carrière. Mais le manque d'argent paralyse totalement le gouvernement espagnol. En janvier 1628, il part pour l'Espagne, résolu à ne pas reprendre le commandement en Flandre sans que de sérieuses garanties lui soient données pour le financement de son armée. À Madrid, il doit supporter l'insolence de Gaspar de Guzmán, comte d'Olivares, le nouveau favori, jaloux de son succès.
Le gouvernement espagnol a ajouté une guerre pour la succession du duché de Mantoue à ses autres charges militaires. Spinola est nommé plénipotentiaire et général. Il débarque à Gênes le 19 septembre 1629. En Italie, il est poursuivi par l'hostilité d'Olivares, qui est la cause de la perte de ses pouvoirs de plénipotentiaire. La santé de Spinola décline et il meurt le 25 septembre 1630, pendant le siège de Casale. Le titre de marquis de Los Balbases sera tout ce que sa famille recevra en compensation de la fortune qui aura été dépensée au service de Philippe III et Philippe IV.